# Gamma Sculptoris
Gamma Sculptoris (γ Sculptoris, förkortat Gamma Scl, γ Scl)  som är stjärnans Bayerbeteckning, är en ensam stjärna belägen i den västra delen av stjärnbilden Bildhuggaren. Den har en skenbar magnitud på 4,41 och är synlig för blotta ögat där ljusföroreningar ej förekommer. Baserat på parallaxmätning inom Hipparcosuppdraget på ca 17,9 mas, beräknas den befinna sig på ett avstånd på ca 182 ljusår (ca 56 parsek) från solen och rör sig borta från solen med en radiell hastighet på +15,6 km/s.

## Egenskaper
Gamma Sculptoris är en orange till röd jättestjärna av spektralklass K1 III. Den är en röd jättestjärna på den horisontella grenen, vilket innebär att den genererar energi genom fusion av helium i dess kärna. Den har en massa som är ca 1,6 gånger större än solens massa, en radie som är ca 12 gånger större än solens och utsänder från dess fotosfär ca 72 gånger mera energi än solen vid en effektiv temperatur på ca 4 580 K.